# برباريس
أمير باريس، القشرة، إثرارة أو البَرْبارِيس أو الزِّرِّشْكُ أو عود ريح مغربي  (الاسم العلمي: Berberis) هو جنس من النباتات يتبع الفصيلة البرباريسية من رتبة الحوذانيات. وهو اسم لعدد من الشجيرات الشوكية الواطئة. وهذه الشجيرات لها أوراق حمراء وثمار زاهية في الخريف. والبرباريس العادي ينمو بشكل طبيعي في شمال أوروبا، وكذلك ينمو برياً في شرق الولايات المتحدة. يستعملها الناس لتزيين منظر الحدائق. ويصيب صدأ الساق السوداء البرباريس في الربيع. وهذا المرض الفطري أيضًا يسبب ضررًا كبيرًا للحنطة، ولهذا السبب يجب ألا يزرع البرباريس العادي في حقول زراعة الحنطة، حيث إن المرض ربما ينتشر من شجيرات البرباريس إلى حقول الحنطة. تنمو أشواك شجيرة البرباريس دائمًا في مجموعات ثلاثيَة، وتظهر الثمار اللحمية في العناقيد.

## البرباريس في الطب
استخدم نبات البرباريس في الطب العربي كقابض عاقل للبطن مفيد في حالات الاسهالات وقروح الأمعاء ونزيفها، ونزف البواسير. واعتبر مفيداً لأصحاب المزاج الصفراوي، ويستعمل لقمع الصفراء في الجسم، وكسر حدتها. وكمطفئ لهيجان الدم في الفصول الحارة. كما اعتبر مفيداً للهضم ، مقوياً للكبد والمعدة. وحتى في حالات السموم كان البرباريس يعتبر مفيداً خصوصاً بمزجه مع ما يشابه بخواص العقاقير كالأترج والليمون.
ما في أوروبا فكان النبات يستخدم مع النبيذ الأبيض لعلاج اليرقان والبواسير والحميات، وفي حالات سوء الهضم والنقرس. وفي الولايات المتحدة خلال القرن التاسع عشر كان البرباريس يقيم لخواصه الملينة والمقوية وكعقار مفيد في حالات الحمى. وخارجياً استخدم النبات معالج لبعض الأمراض الجلدية كالحكة والقشرة وبعض أنواع القروح، وكان يستخدم محلوله المائي كغرغرة قابضة مفيدة لقروح الفم.

### في الطب الشعبي
ما يزال هذا النبات يوصف في خبرات الطب الشعبي لعلاج بعض الأمراض، ويستخدم منه بشكل خاص الجذور ولحائها وقمار النبات. وتوصف لعلاج قروح الفم، وداخلياً كعلاج مفيد في حالات الاضطرابات الكبدية والصفراوية، وسوء الهضم والاسهالات. كما يعتبر علاجاً مفيداً في حالات الروماتيزم والضعف العام، وكعلاج مساعد في حالات السل وارنفاع ضغط الدم.
ويحضر للاستعمال الشعبي مغلي من اللحاء والجذور، بنسبة ملعقة صغيرة لكأس من الماء، ويفضل استعماله مرة واحدة يومياً.

### التأثير الفسيولوجي
عند تناول جرعات زائدة من البرباريس، تحدث بعض الأعراض الجانبية مثل الحمى والتهابات الأغشية المخاطية في الجهاز الهضمي بكاملة (المعدة والأمعاء والمرئ والبلعوم). كما يسبب أيضاً التهاباً شديداً في الكلى مترافقاً مع بلية خضابية، ويسبب أيضاً بعض النزف في بعض أجهزة الجسم.

## من أنواع البرباريس
- برباريس الهيمالايا
- برباريس دارويني
- برباريس ناعم
- برباريس إلياني
- برباريس إيبيري
- برباريس أحادي الزهرة
- برباريس دموي
- برباريس أخضر
- برباريس مزرق
- برباريس أخضر مغبر
- برباريس أرجنتيني
- برباريس أريستغياتي
- برباريس أزغب
- برباريس أفغاني
- برباريس ألبي
- برباريس أليف الألب
- برباريس آسيوي
- برباريس آموري
- برباريس باربياني
- برباريس برانديسياني
- برباريس بلوشي
- برباريس صدئ
- برباريس بهشي الأوراق
- برباريس بورمي
- برباريس بوشناني
- برباريس بوليفي
- برباريس بيروفي
- برباريس أبيض الثمار
- برباريس بيضاوي الأوراق
- برباريس تركماني
- برباريس ثلاثي الأوراق
- برباريس ثنائي التسنن
- برباريس جلدي
- برباريس جولقي
- برباريس جولياني
- برباريس جيجيانغي
- برباريس جيمسوني
- برباريس حاد
- برباريس حرجي
- برباريس فراشي
- برباريس خادع
- برباريس خراساني
- برباريس خيمي
- برباريس داكن الساق
- برباريس دافيدي
- برباريس دولافي
- برباريس راتينجي
- برباريس ربيعي
- برباريس رمحي مقلوب
- برباريس ريشنجيري
- برباريس زاوي
- برباريس سكيمي
- برباريس سيبولدي
- برباريس سيبيري
- برباريس سيموني
- برباريس شاطئي
- برباريس شتوي
- برباريس شريفي
- برباريس شويكي
- برباريس شيلي
- برباريس صقيعي
- برباريس فبريجي
- برباريس فوريستي
- برباريس كامل
- برباريس كثيف
- برباريس كرمي
- برباريس كروي
- برباريس كريتي
- برباريس كليل
- برباريس كليني
- برباريس كندي
- برباريس كواكامي
- برباريس كوري
- برباريس كولومبي
- برباريس لبناني
- برباريس لوخي
- برباريس مميز
- برباريس منتفخ
- برباريس منقبض
- برباريس مونتفيديوي
- برباريس ميدوغي
- برباريس ميكونغي
- برباريس نيبالي
- برباريس نيفادي
- برباريس هالي
- برباريس هدبي
- برباريس همبرتي
- برباريس هنري
- برباريس هوكري
- برباريس هولستي
- برباريس هوناني
- برباريس هينسي
- برباريس واردي
- برباريس واليشياني
- برباريس يوناني

### البرباريس الياباني
نبات صالح للحدائق. وهو لايصاب بأمراض النبات ويمكن أن يميز بسهولة عن البرباريس العادي. ينمو الصنف الياباني متضامًا جنبا إلى جنب. ويحمل الثمرة اللحمية إما مفردة أو مزدوجة. وثمار البرباريس صالحة للأكل. وتحتوي سيقان النبتة على صبغة صفراء. والبرباريس الشتوي الأخضر له قدرة على تحمل التقلبات المناخيه وهو دائم الخضرة.